# Batgirl
Batgirl (en español: Chica Murciélago o Batichica en Hispanoamérica) es el nombre de varias superheroínas ficticias que aparecen en los cómics estadounidenses publicados por DC Comics, representados como contrapartes femeninas del superhéroe Batman.
Aunque el personaje Betty Kane se introdujo en la publicación en 1961 por Bill Finger y Sheldon Moldoff como Bat-Girl, fue reemplazada por Barbara Gordon en 1967, quien luego fue identificada como la icónica Batgirl. El personaje debutó en Detective Comics clasificado como 12 años en adelante # 359, titulado "¡El debut del millón de dólares de Batgirl!" (enero de 1967) del escritor Gardner Fox y del artista Carmine Infantino, se presentó como la hija del comisario de policía James Gordon.
Batgirl opera en Gotham City, aliándose con Batman y el Robin original, Dick Grayson, junto con otros vigilantes enmascarados. El personaje apareció regularmente en Detective Comics, Bat-Family, y varios otros libros producidos por DC hasta 1988. En ese año, Barbara Gordon apareció en Batgirl Especial # 1 de Barbara Kesel, en la que se retira de la lucha contra el crimen. Posteriormente apareció en la novela gráfica de Alan Moore Batman: The Killing Joke donde, en su identidad civil, es baleada por el Joker y la deja parapléjica. Aunque el editor Kim Yale y el escritor John Ostrander la reinventaron como la experta en computación y corredora de información Oráculo al año siguiente, su parálisis provocó un debate sobre la representación de las mujeres en los cómics, en particular la violencia representada hacia personajes femeninos.
En la historia de 1999 "No Man's Land", el personaje Helena Bertinelli, conocida como Cazadora, asume brevemente el papel de Batgirl hasta que Batman la despoja de su identidad por violar sus estrictos códigos. Dentro de la misma historia, se presenta al personaje Cassandra Cain. Caín está escrito como la hija de los asesinos David Cain y Lady Shiva y toma el manto de Batgirl bajo la dirección de Batman y Oráculo. En 2000, se convirtió en la primera Batgirl en protagonizar una serie de cómics mensuales del mismo nombre, además de convertirse en uno de los personajes de ascendencia asiática más destacados en aparecer en los cómics estadounidenses. La serie fue cancelada en 2006, momento en el que durante la historia de toda la empresa "Un año después", se establece como villana y líder de la Liga de Asesinos. Después de recibir comentarios duros de los lectores, más tarde recupera su concepción original. Sin embargo, el personaje Stephanie Brown, originalmente conocida como Spoiler y más tarde Robin, la sucede como Batgirl después de que Cassandra Cain abandona el papel.
Stephanie Brown se convirtió en el personaje destacado de la serie Batgirl de 2009 a 2011. DC posteriormente relanzó todas sus publicaciones mensuales durante el relanzamiento de The New 52. En la continuidad revisada, Barbara Gordon se recupera de su parálisis luego de un procedimiento quirúrgico y protagoniza la serie relanzada de Batgirl como el personaje principal. Estos cambios se mantuvieron como parte del evento DC Rebirth de 2016. Como Batgirl, Barbara Gordon se ha adaptado a varios medios relacionados con la franquicia de Batman, incluida la televisión, el cine, la animación, los videojuegos y otros productos. La popularidad del personaje a partir de las adaptaciones influyó en la decisión de que regresara a los cómics, y Dan DiDio, coeditor de DC Comics, expresó que es la versión más conocida del personaje.

## Personajes

### Betty Kane
La Batgirl original fue creada por el guionista Sheldon Moldoff y apareció en 1961, durante la Silver Age. Ella era el alter ego de Betty Kane, sobrina de Kathy Kane, alias Batwoman o batwoman (en Hispanoamérica).
Batwoman y Batgirl fueron creadas como contrapuntos románticos de Batman y Robin. En 1964 los editores de Detective Comics hicieron desaparecer a los personajes de la llamada "Batman-Familia", como el Batisabueso, Batwoman, Batgirl y Batmito.
En la continuidad de post-Crisis, Betty Kane fue revivida como Mary Elizabeth "Bette" Kane, una distinguida heroína conocida como Flamebird.

### Barbara Gordon
La Batgirl de fines de la Silver Age y principios de la Edad de Bronce, es la más conocida masivamente y es el alter ego de Barbara Gordon, bibliotecaria de día e hija del Comisario de Policía de Gotham City James Gordon. Vestida como la versión femenina de Batman, Barbara (conocida como Babs) detuvo un intento de secuestrar a Bruce Wayne por parte del supervillano Killer Moth, atrayendo la atención de Batman y convirtiéndola en una super heroína. Años más tarde, sorprendida en su hogar junto a su padre, el Joker le disparó dos veces, acertándole en la columna vertebral y dejándola paralítica, viéndose forzada a abandonar su carrera como Batgirl para siempre. El Joker secuestró a James Gordon y le mostró fotografías de Bárbara desnuda para atormentarlo.
Tras esos acontecimientos, Barbara adoptó la identidad de Oráculo para seguir ayudando a Batman además de entrenar a Cassandra Cain para ser Batgirl. Barbara fue atacada por los secuaces de Máscara Negra y salvada por Batman, quien le advirtió que ya no estaba segura en Gotham City, por lo que tuvo que mudarse. Después de mudarse a Metrópolis, fue infectada por el virus Brainiac. Una vez que se deshizo del virus, descubrió que ahora podía mover sus pies.
Ella y las Aves de Presa siguen trabajando en Metrópolis. Oráculo ha vuelto a trabajar con Batman, pero sin saber del retiro de Cassandra Cain como Batgirl, ni que se ha convertido en una supervillana y líder de la Liga de Asesinos debido a una maquinación de control mental hecha por Deathstroke, a su vez, posteriormente tras el reinicio del Universo DC y el relanzamiento de la serie, Barbara Gordon vuelve a ser Batgirl, dejando su estado de invalidez temporal.

### Helena Bertinelli
Hija de una familia mafiosa, Helena fue secuestrada a los cinco años por una familia rival. Durante el secuestro fue violada, lo cual la marcó para toda la vida. Su familia fue asesinada durante una guerra entre mafias.
Durante la historia No Man's Land a finales de los años 90, una nueva Batgirl emergió. Ella fue Cazadora (Huntress), Helena Bertinelli.
Un terremoto había arrasado Gotham City, el gobierno declaró a la ciudad como una Tierra de Nadie y Batman desapareció. Para traer orden a la ciudad, Cazadora asumió la identidad de Batgirl, descubriendo que los criminales le temían más que antes. Cuando Batman regresó, le dijo que si le fallaba tendría que renunciar al traje.
Cuando Helena falló en proteger a Batman de Dos Caras y su banda de 200 criminales, él le quitó el manto de Batgirl y regreso al traje de Cazadora.

### Cassandra Cain
De ascendencia asiática parcial, Cassandra Cain, apodada "Cassie", fue la última Batgirl, habiendo tomado el rol con la aprobación de Batman y de Barbara Gordon. Entrenada por su padre, el asesino David Cain, para ser la máxima artista marcial y asesina, aunque Cassandra no supo hablar. En su lugar, las partes de su cerebro usadas para el habla fueron entrenadas para poder leer los movimientos y lenguaje corporal de otra gente. Ella abandonó la identidad de Batgirl en el número 73 (el último) de su propio título. Cassandra volvió a ser una vagabunda. Un año después, Cassandra tomó el rol de villana debido al control mental ocasionado por Deathstroke y se volvió líder de la Liga de Asesinos. Posteriormente recupera el control de sí misma, volviendo a tomar el manto, hasta pasárselo a su amiga Stephanie Brown, debido a sus malos recuerdos como criminal. Actualmente es conocida como Black Bat en el equipo de Batman Incorporated.

### Stephanie Brown
Después de varios sucesos ocurridos en Batman RIP (que provocaron, entre otras cosas, la separación de Tim y Stephanie) Stephanie Brown logró graduarse en el instituto e iniciar sus estudios en la universidad. Por otro lado, Cassandra Cain entró en un estado de desilusión y depresión producidos por la aparente muerte de Bruce, por lo que decidió renunciar al manto de Batgirl y cederlo a su amiga Stephanie.

## En otros medios

### Televisión

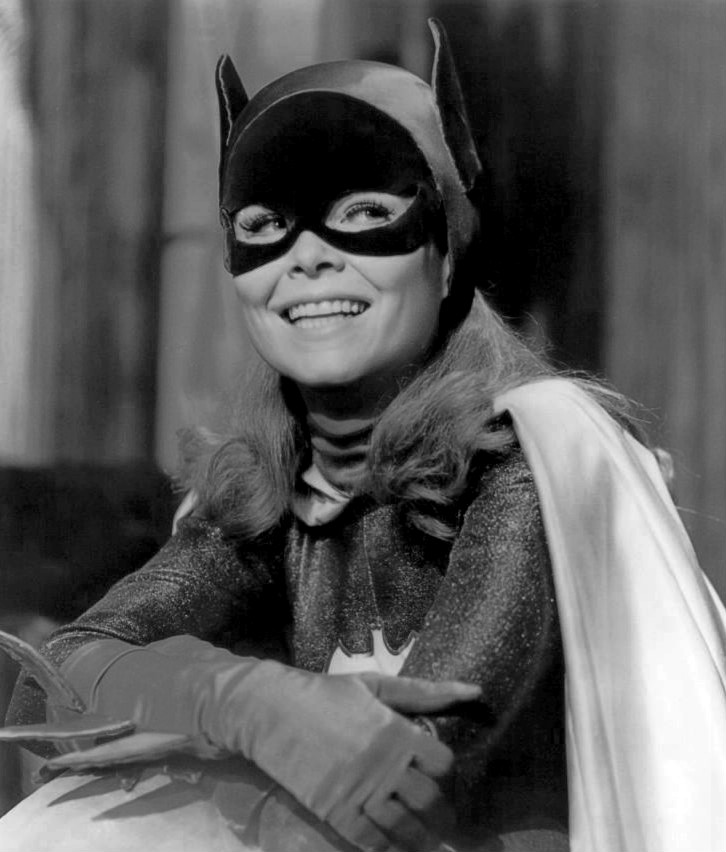
Yvonne Craig posa en el disfraz de Batgirl del programa de televisión de la década de 1960

Interpretada por Yvonne Craig, la primera adaptación del personaje fuera de los cómics tuvo lugar en la tercera temporada de "Batman" el cual tiene una clasificación 12 años en adelante , Barbara Gordon había sido discutida meses antes por su padre y Batman en la segunda temporada. episodios, "Batman's Waterloo" y "The Duo Defy". Les Daniels, en "Batman: The Complete History" (2004) escribió que el objetivo de ABC era "atraer a nuevos miembros de la audiencia, especialmente jóvenes idealistas y hombres mayores con menos mentalidad". Según Craig: "Solía pensar que la razón por la que me contrataron fue porque sabían que podía conducir mi propia motocicleta ... Me di cuenta de que me contrataron porque yo tenía una voz de caricatura". Una crítica compartida de Batgirl y otras superheroínas en la televisión que apareció más tarde (como Wonder Woman y la Bionic Woman ), es que no se le permitió participar en un combate cuerpo a cuerpo en la pantalla. Como tal, "sus peleas fueron coreografiadas cuidadosamente para imitar los movimientos de una corista de Broadway mediante el uso de una patada directa a la cara de su oponente en lugar del tipo de patada que usaría un artista marcial". Sin embargo, Craig también ha declarado: "Me encuentro con mujeres jóvenes que dicen que Batgirl fue su modelo a seguir... Dicen que es porque era la primera vez que sentían que las niñas podían hacer lo mismo que los hombres, y a veces mejor. Creo que es encantador". Durante la década de 1970, Craig retrató a Batgirl una vez más en un anuncio de servicio público para abogar la igualdad de remuneración para las mujeres.
Desde "Batman", el personaje ha tenido una larga historia de apariciones en televisión y otros medios. Como Batgirl, Barbara Gordon desempeña un papel secundario en una serie de series animadas, con la voz de Jane Webb en  The Batman / Superman Hour  (1968), Melendy Britt en  The New Adventures of Batman  (1977), Melissa Gilbert en  Batman: The Animated Series  (1992), Tara Strong en  The New Batman Adventures  (1997), Danielle Judovits en  The Batman  (2004), y Mae Whitman en  Batman: The Brave and the Bold  (2008). En 2012, Batgirl protagonizó junto a Supergirl y Wonder Girl en  Super Best Friends Forever, una serie de cortos desarrollados por Lauren Faust para el  DC Nation  bloque en Cartoon Network.
Barbara Gordon hace dos apariciones en la primera temporada de la serie animada "Young Justice", y se agrega como un personaje recurrente en la segunda temporada, donde ha adoptado su personaje de Batgirl.
Dina Meyer interpretó a Barbara Gordon en la serie de televisión  Birds of Prey  (2002). Aunque esta serie se centró en su papel de Oracle, la serie incluyó recuerdos de la historia del personaje como Batgirl. En la película  Batman & Robin, Alicia Silverstone interpretó una variación del personaje: Barbara Wilson, sobrina de Alfred Pennyworth. Ella aparece en  The Lego Batman Movie  con la voz de Rosario Dawson. El personaje se presenta como Barbara Gordon reemplazando a su padre Jim Gordon para convertirse en el nuevo Comisionado de Policía de Gotham. Hacia el final de la película, se pone su capucha y se une a Batman como Batgirl, además de su papel como Comisionada.
En 2015, Barbara protagoniza la serie animada DC Super Hero Girls, como Batgirl.

### Videojuegos
Además de la televisión y la animación de acción en vivo, el personaje ha aparecido en varios videojuegos incluidos en la franquicia de Batman. Ella aparece en  The Adventures of Batman & Robin  y  Batman: Rise of Sin Tzu  con la voz de Tara Strong También aparece en  Lego Batman  para PC, PlayStation 2, PlayStation 3, Xbox 360, Wii, DS y PlayStation Portable. En Scribblenauts Unmasked: A DC Comics Adventure, Barbara Gordon, la encarnación de Batgirl aparece cuando Maxwell se dirige al Arkham Asylum para luchar contra The Scarecrow. Las otras tres Batgirls (Bette Kane, Stephanie Brown y Cassandra Cain) pueden engendrarse y las tres se pueden jugar en la versión de Wii U. Los videojuegos más recientes con Batgirl son  Batman: Arkham Knight y  Gotham Knights . Los desarrolladores crearon una historia paralela llamada "A Matter of Family" en la que el jugador puede controlar Batgirl. Robin también es jugable, pero solo en escenas de lucha. La trama cuenta que Batgirl entró en un parque de diversiones donde Joker mantiene cautivo a su padre, el comisionado James Gordon, así como a otros policías. Una versión infantil de Barbara Gordon apareció en la serie de televisión "Gotham". El actor Ben McKenzie bromeó sobre ver a Batgirl cuando era niña en la serie. El director de cine Nicolas Winding Refn reveló en una entrevista con Collider que le gustaría dirigir una película de Batgirl.

### Película live-action
En marzo de 2017, se anunció que Joss Whedon escribirá, dirigirá y producirá una película de Batgirl como parte del Universo extendido de DC. La película se centraría en la versión Barbara Gordon del personaje, con The New 52 cómics de Gail Simone que sirve como "un punto de partida" para la película. En febrero de 2018, se anunció que Whedon dejaría el proyecto como escritor y director, citando que "[él] realmente no tenía una historia". En abril de 2018, Warner Bros. anunció que la guionista Christina Hodson había sido seleccionada para escribir el guion de Batgirl. Después de la salida de Whedon, el estudio dijo que estaba buscando activamente una directora. En mayo de 2021, se reveló que Adil El Arbi y Bilall Fallah se habían unido al proyecto como codirectores. También se reveló que la película será exclusiva de HBO Max. En julio de 2021, la actriz y cantante Leslie Grace fue elegida para interpretar a Batgirl.
En agosto de 2022 se dio a conocer que Warner Bros. no estrenaría "Batgirl", a pesar de que la cinta costó 90 millones de dólares, debido a un cambio de estrategia tras su fusión con el grupo Discovery.